# Episodi di Squadra Speciale Stoccarda (dodicesima stagione)
La dodicesima stagione della serie televisiva Squadra speciale Stoccarda è stata trasmessa in prima visione assoluta sul canale tedesco ZDF dal 15 ottobre 2020 al 1º aprile 2021.
| N° | Titolo originale     | Titolo in italiano | Prima TV Germania | Prima TV Italia |
| -- | -------------------- | ------------------ | ----------------- | --------------- |
| 1  | Nachts im Museum     |                    | 15 ottobre 2020   |                 |
| 2  | Abstiegskampf        |                    | 22 ottobre 2020   |                 |
| 3  | Schön bis in den Tod |                    | 29 ottobre 2020   |                 |
| 4  | Ruhe in Frieden      |                    | 5 novembre 2020   |                 |
| 5  | Burlesque            |                    | 12 novembre 2020  |                 |
| 6  | Systemfehler         |                    | 19 novembre 2020  |                 |
| 7  | Bunte Liebe          |                    | 26 novembre 2020  |                 |
| 8  | Placeboeffekt        |                    | 3 dicembre 2020   |                 |
| 9  | Das Feuermal         |                    | 10 dicembre 2020  |                 |
| 10 | Schmutzige Hände     |                    | 17 dicembre 2020  |                 |
| 11 | Sugar                |                    | 7 gennaio 2021    |                 |
| 12 | Der tote Graf        |                    | 14 gennaio 2021   |                 |
| 13 | Vermisst             |                    | 21 gennaio 2021   |                 |
| 14 | Mein anderes Ich     |                    | 28 gennaio 2021   |                 |
| 15 | Liebe mit Handicap   |                    | 4 febbraio 2021   |                 |
| 16 | Wer Hass sät         |                    | 11 febbraio 2021  |                 |
| 17 | Mietfrei in den Tod  |                    | 18 febbraio 2021  |                 |
| 18 | Trail des Todes      |                    | 25 febbraio 2021  |                 |
| 19 | Reunion              |                    | 4 marzo 2021      |                 |
| 20 | Paartherapie         |                    | 18 marzo 2021     |                 |
| 21 | Mehr Hubraum als IQ  |                    | 25 marzo 2021     |                 |
| 22 | Schatzsuche          |                    | 1 aprile 2021     |                 |